# George Wolf

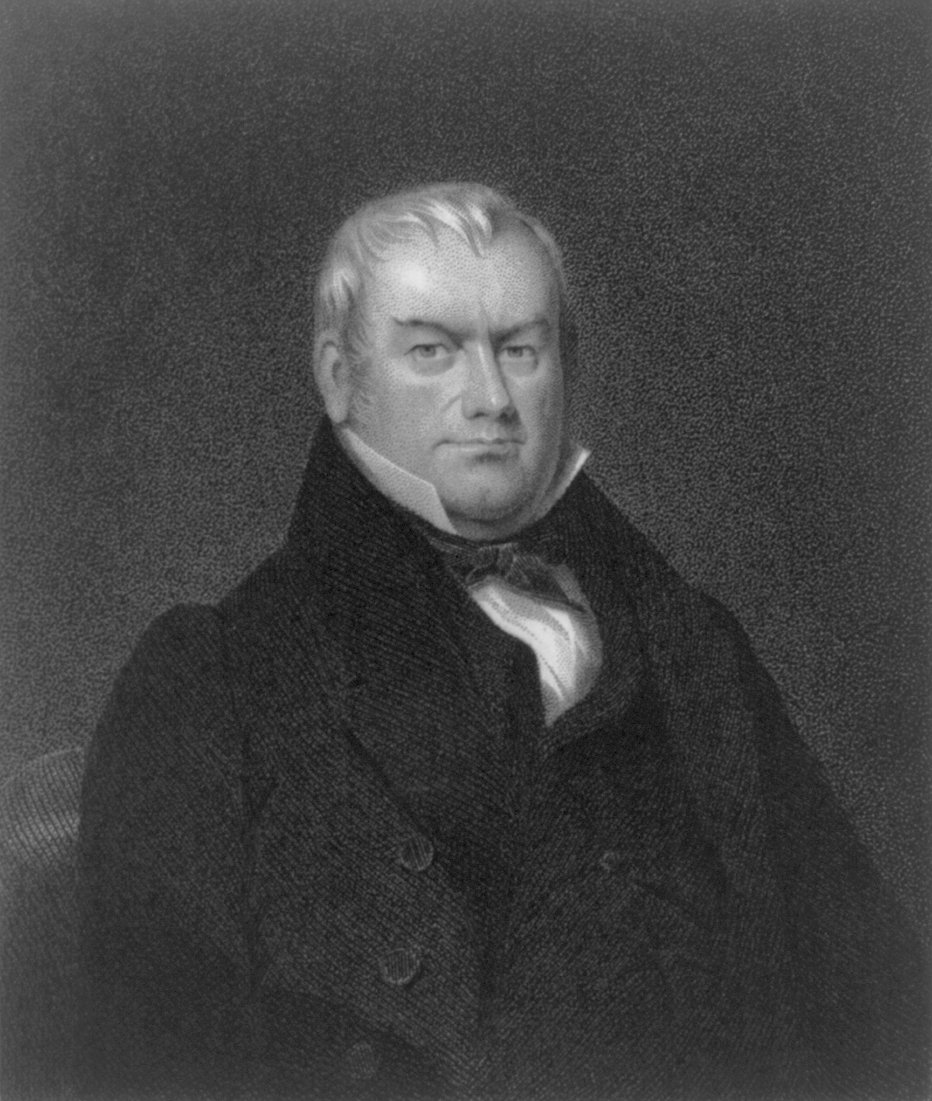
George Wolf

George Wolf (* 12. August 1777 im Allen Township, Pennsylvania; † 11. März 1840 in Philadelphia, Pennsylvania) war ein US-amerikanischer Politiker und von 1829 bis 1835 der siebte Gouverneur des Bundesstaates Pennsylvania.

## Frühe Jahre und politischer Aufstieg
George Wolf besuchte die Allen Township Classical Academy, an der er später auch Lehrer war. Nach einem Jurastudium wurde er im Jahr 1798 als Rechtsanwalt zugelassen. Danach übte er diesen Beruf in Easton aus. Dort war er zwischen 1802 und 1803 auch Leiter der Poststelle. Zwischen 1804 und 1809 war er bei einem Nachlassgericht (Orphans Court) im Northampton County angestellt.
Im Jahr 1814 wurde er für eine Legislaturperiode in das Repräsentantenhaus von Pennsylvania gewählt. Nachdem er 1815 nicht wiedergewählt worden war, war er wieder als Rechtsanwalt tätig. Er kehrte erst 1824 auf die politische Bühne zurück. In diesem Jahr wurde er in das US-Repräsentantenhaus gewählt, wo er bis 1829 verblieb. Im Kongress war er Vorsitzender eines Ausschusses zur Behandlung von Ansprüchen aus der Zeit der amerikanischen Revolution. Ende der 1820er Jahre war Wolf der neuen von Andrew Jackson gegründeten Demokratischen Partei beigetreten. Als deren Kandidat wurde er im Jahr 1829 zum neuen Gouverneur seines Heimatstaates gewählt.

## Gouverneur von Pennsylvania
George Wolf trat sein neues Amt am 15. Dezember 1829 an. Nach einer Wiederwahl im Jahr 1832 konnte er bis zum 15. Dezember 1835 amtieren. In dieser Zeit wurde das Schulwesen in Pennsylvania verbessert und vereinheitlicht. Durch diese Schulreform wurde jedem Kind in Pennsylvania zumindest ein Mindestmaß an Erziehung und Ausbildung zuteil. Wolf gilt als Vater des Schulsystems dieses Staates, obwohl die Pläne teilweise bereits von seinem Vorgänger John Andrew Shulze stammten. Neben der Schulpolitik wurde die Gesetzgebung des Landes überarbeitet. Mit Hilfe neuer Steuern wurde die Infrastruktur weiter ausgebaut, wobei jetzt auch der Eisenbahnbau begann.
Aufgrund des bundespolitischen Gegensatzes zwischen Präsident Jackson und seinem Vizepräsidenten John C. Calhoun kam es vorübergehend auch in Pennsylvania zu einer Spaltung der Demokratischen Partei. Die Anhänger Jacksons waren für eine starke Bundesregierung, während die Anhänger Calhouns die Rechte der Einzelstaaten verfochten. Bundespolitisch gipfelte der Streit im Jahr 1832 in der Nullifikationskrise zwischen dem Staat South Carolina und der Bundesregierung. Gouverneur Wolf stand dem Calhoun-Flügel nahe, zumal er sich mit dem Präsidenten wegen dessen Bankenpolitik zerstritt. Aufgrund dieser Spaltung konnte sich Wolf im Jahr 1835 bei den Gouverneurswahlen nicht durchsetzen. Die Demokraten stellten neben ihm mit Henry Muhlenberg noch einen Kandidaten auf. Aufgrund dieser Aufsplitterung schaffte es Joseph Ritner, der Bewerber der kurzlebigen Anti-Masonic Party, die Gouverneurswahlen zu gewinnen. Daher musste Wolf im Dezember 1835 aus seinem Amt ausscheiden.

## Weiterer Lebenslauf
Nach dem Ende seiner Gouverneurszeit war Wolf von 1836 bis 1838 Revisor im US-Finanzministerium (Comptroller of the Treasury). Im Jahr 1838 wurde er von Präsident Martin Van Buren zum Leiter der Zollbehörde im Hafen von Philadelphia ernannt. Diese Position behielt er bis zu seinem überraschenden Tod im Jahr 1840. George Wolf war mit Mary Erb verheiratet, mit der er neun Kinder hatte.